# Краљ капија
Краљ капија једна је од многобројних капија на Београдској тврђави, изграђена у целини са суседним фортификацијама у југозападном унутрашњим зидинама (према Сави), на супротном крају од Деспотове капије. До капије се силази кратким степеништем које пролази поред Римског бунара. Са остатком града је повезује мост. Изграђена је око 1725. године Некада најкраћа веза између Савског приобаља и утврђеног Београда, данас, неизоставни део туристичке понуде Београда.

## Називи
Иако име капије указује на то да је у питању капија посвећена неком краљу, вероватније је да је име добила управо по новоизграђеном равелину који је носио назив Краљев или Лоренски равелин. До њега је од Савске падине водио добро утврђени пут, чији је данас највидљивији део Капија Савске падине, која је степеницама повезана са равелином. Међутим у разним историкским периодима,и пре него што је добила коначни назив Краљева капија, она је носила разне називе.
У сачуваној изворној грађи из 18. и прве половине 19. века забележени су различити називи за означавање западног улаза у Горњи град. Најчешће су коришћена имена комуникација према одређеном одредишту (нпр Шапцу, Босни, Сави), па се тако ова капија називала: „Шабачка”, „Босанска” или Скривена капија (јер има података да је била стално затворена), а понекад се називала и Сава капија или „Водена (Су) капија”.
У времена аустрогарске окупације Београдске тврђаве (1717—1739), за ову капију се користио назив  das Bresh Thor или у слободном преводу капија у бреши.
На Османском плану из 19. века носи назив „Двојна” или „Чифле капија”.Из тог периода потиче и данашњи назив Краљ капија, највероватније због њена повезаности са касније изграђеним краљевским равелином (простором намењеном одбрани капије), а не по неком од краљева.

## Положај и размештај
Данашња Краљ капија се налази у најбоље очуваном делу београдске тврђаве, из периода архитектуре барокне епохе или Барокног Београда, како неки називају тај период. Западну страну овог простора затварају три каскадно поствљена бастиона на ободном делу камените литице према Доњем граду, која прате терасу Јужног бедема Подграђа. Капија је непосредно узидан у јужну фасу где се први бастион спаја са горњоградским бедемом. Према улазу у капије због нивелације терена усечен је високи насип који је озидан. Са источне стране то су зидови Великог тврђавског бунара (познатијег као Римски бунар).
- Краљ капија се налази у најбоље очуваном делу београдске тврђаве, из периода архитектуре барокне епохе
- Старији и новији засведени простор капије кроз бедем
- Према улазу у капију пролаз је усечен и озидан (лево су зидови Римског бунара)

## Историја
Београдска тврђава подигнута је на гребену изнад ушћа Саве у Дунав у раздобљу од 1. до 18. века као комплекс одбрамбеног карактера. Тврђава је данас својеврстан музеј историје Београда. Ову целину чине сама Београдска тврђава, подељена на Горњи и Доњи град, и парк Калемегдан. Због изузетног стратешког значаја на овом месту је, крајем првог века, подигнуто је утврђење - римски каструм, као стални војни логор IV Флавијеве легије, а уз утврђење на брегу изнад ушћа Саве у Дунав, настао је антички Сингидунум, а на истом месту и словенски Београд.
| „ | Вековима се средњовековни град развијао на просторима Тврђаве, тражећи сигурност међу њеним бедемима. Београдска тврђава често је рушена и обнављана. Изнад римских зидина стоје српски бедеми, а преко њих, турске и аустријске фортификације. У 12. веку византијски цар Манојло Комнин подигао је на римским рушевинама нови кастел. У првим деценијама 14. века ово мало утврђење на брегу проширено је до речних обала. У оквиру бедема развио се напредан средњовековни град. После турског освајања 1521. године, па све до краја 17. века, Београдска тврђава није значајније дограђивана. | ” |

Ново раздобље започело је аустријско-турским ратом. Као кључно утврђење у средишту ратних сукоба током 18. века, Тврђава је три пута реконструисана. Порушен је стари кастел, а велики део средњовековних бедема прекриле су нове фортификације. Под аустријском окупацијом, 1717-1739. године, после изградње нових модерних утврђења, Београдска тврђава је представљала једно од најјачих војних упоришта у Европи. Грађена је према пројектима генерала Николе Доксата Демореза.
До краја 18. века Београдска тврђава је добила коначни облик. У ратним разарањима током протеклих деценија порушени су готово сви објекти у Горњем и Доњем граду, а бедеми знатно оштећени.
У кратком тренутку вишевековне историји Београда када га је аустријска монархија преузела од скоро двовековног турског управљања, она је у њему покушала да грандиозним подухватима у неколико деценија владавине Београд трансформише из оријенталне вароши у прави европски утврђени град. Проткан борбом Хазбуршког царства и Отоманске империје за превласт на европском тлу Београд је прошао кроз период обележен великом грађевинском активношћу, променом културних и верских образаца и етничке структуре града. Тако је настајао барокни град који је требало да буде средство пропаганде којим је монархија желела да покаже не само сву своју снагу већ и величину према непријатељу.
Краљ капија као један од симбола Барокног Београда
Тако је у напред описаним предусловима настала Краљ капија — као дело аустријске монархије, на шта указује барокни изглед капије, као и записи...да су током аустријске владавине крајем 17. века започети опсежни радови на обнови Београдске тврђаве.
Раније претпоставке да је Краљ капија некадашњи западни улаз у средњовековну тврђаву,побила су истраживања из друге половине 20. века, која указују да је у питању пролаз који је пробијен у бедему у периоду од 1688. до 1690. године. Тада су започети радови на изградњи равелина, односно посебног истуреног дела тврђаве чија је сврха била заштита и одбрана улаза најосетљивијег дела бедема и улаза, нама познатог као Краљ капија.
Пораз Аустрије и прелазак Београда у руке Османлија условио је градњу нових бастиона на простору Краљевог равелина у склопу реконструкције тврђаве по плановима венецијанског градитеља Андреа Корнара. То је и период када се гради унутрашњи део капије са просторијама за обезбеђење.
У следећој фази изградње Краљ капије везана је за још једну смену власти и пројекат Николе Доксата де Мореза. Капија и бедем још једном мењају изглед, између осталог, и због експлозије барутног магацина у Доњем граду којим је разорен добар део пређашњег утврђења. Двадесетих година 18. века, капија је попримила данашњи препознатљив барокни изглед. Том прилоком изграђена је зграда страже која се налазила изнад самог улаза, као и два стуба, сачувана до данас, на којима је почивала дрвена конструкција моста. Опсежни радови су изведени и на самом равелину који је извесно страдао приликом експлозије, а у наставку Капије изграђен је и Римски бунар за неометано снабдевање водом града.
Иако је мировним уговором из 1739. године, након поновног заузимања Београда од стране Османлија, захтевано да Аустрија поруши све што је изградила на утврђењу, Краљ капија и равелин били су поштеђени током тоталног аустријског рушења утврђења.
Како је у 18. и 19. веку, Београдска тврђава била у рукама Османлија, извршене су следеће измене на Краљ капији:
- срушена је зграде страже изнад капије,
- прво је срушен је заштитни бедем равелина,
- поново је обновљен заштитни бедем равелина у складу са турским потребама.

Интервенције на капији изз 1950-тих
| „ | У циљу обезбеђивања противавионске одбране тврђаве, педесетих година 20. века прокопана су и утврђена три бункера за потребе Југословенске народне армије, на Горњем граду. Један од њих налази се између Римског бунара и Краљ капије, чиме је донекле измењена комуникација између ове две грађевине. | ” |

Радови изведени у више фаза, тврђави к Краља капији су дали данашњи изглед, који је само бледа сенка аустријске тврђаве с почетка 18. века.

## Архитектура
Краљ капија је изграђена у оквиру југозападног бедема, у периоду од 1693. до 1696. године, да би коначни облик добила за време аустријске реконструкције тврђаве или из периода Барокног Београда, у првим деценијама 18 века.
Капија има барокни изглед, са полубочним сводом и просторијама у унутрашњости бедема. Са спољне стране капије данас се налази мост поплочан дрвеним коцкама који, почев од 1928. године, замењује некадашњу конструкцију дрвеног моста.